# ディーター・バウマン
ディーター・バウマン （Dieter Baumann、1965年2月9日 - ）は、ドイツの陸上競技選手である。1988年ソウルオリンピック男子5,000m銀メダル。1992年バルセロナオリンピックの5,000mでは金メダルを獲得。1990年代以降、陸上長距離界はアフリカ勢により席巻されつつある中、彼がバルセロナオリンピックで獲得した金メダルはアフリカの強豪達に勝って獲得した金メダルであり、評価される。バーデン＝ヴュルテンベルク州アルプ＝ドナウ郡ブラウシュタイン出身。
1997年にヨーロッパの選手としてはじめて5,000mで13分の壁を突破する12分54秒70の記録を達成した。
1999年に禁止薬物ナンドロロンが検出され2年間の出場停止処分を受ける。2003年に引退した。

## 実績
| 年度 | 大会                     | 種目    | 場所                         | 結果 |
| ---- | ------------------------ | ------- | ---------------------------- | ---- |
| 1987 | ヨーロッパ室内陸上選手権 | 3,000m  | リエバン（フランス）         | 銀   |
| 1988 | オリンピック             | 5,000m  | ソウル（韓国）               | 銀   |
| 1991 | 世界陸上選手権           | 5,000m  | 東京（日本）                 | 4位  |
| 1992 | オリンピック             | 5,000m  | バルセロナ（スペイン）       | 金   |
| 1994 | ヨーロッパ陸上選手権     | 5,000m  | ヘルシンキ（フィンランド）   | 金   |
| 1995 | 世界陸上選手権           | 5,000m  | イェーテボリ（スウェーデン） | 9位  |
| 1996 | オリンピック             | 5,000m  | アトランタ（アメリカ合衆国） | 4位  |
| 1997 | 世界陸上選手権           | 5,000m  | アテネ（ギリシャ）           | 5位  |
| 1998 | ヨーロッパ陸上選手権     | 5,000m  | ブダペスト（ハンガリー）     | -    |
| 1998 | ヨーロッパ陸上選手権     | 10,000m | ブダペスト（ハンガリー）     | 銀   |
| 2002 | ヨーロッパ陸上選手権     | 10,000m | ミュンヘン（ドイツ）         | 銀   |
| 2003 | 世界陸上選手権           | 10,000m | パリ（フランス）             | -    |